# Наш Грюнвальд
Наш Грюнвальд (біл. Наш Грунвальд) — щорічний міжнародний фестиваль військово-історичної реконструкції, присвячений військовій та світській культурі середньовіччя XII–XVI ст. Центральною подією фестивалю є масштабна реконструкція Грюнвальдської битви, яка відбулася 15 липня 1410 року. Фестиваль проводиться щорічно з 2008 року на останні або передостанні вихідні липня в Дудуткі — музеї старовинних народних ремесел і технологій, Мінська область, Білорусь. У рамках фестивалю «Наш Грюнвальд» з 2015 року проводиться незалежний музичний фестиваль просто неба «Свято після бою». Організатори фестивалю — театр «Екстрім Берсерк» та Олександр Рак.

## Концепція фестивалю
Основною концепцією фестивалю «Наш Грюнвальд» було обрано відновлення однієї з найважливіших сторінок європейської військової історії — Грюнвальдської битви 1410 року, що відбулася поблизу прусського села Грюнвальд, докорінно змінила співвідношення сил у регіоні.
Грюнвальдська битва — одна з найбільших битв середньовіччя за масштабом та політичними результатами. В армію Великого князівства Литовського входило 28 полків із сучасних білоруських земель, 4 — з литовських та 8 українських полків. 35 з 40 корогв ВКЛ йшли під прапором «погоні» .
Пропагандистська мета фестивалю — сформувати та зміцнити усвідомлену повагу до історії Білорусі, впливати на самосвідомість та формування патріотичного духу, зберегти пам'ять про легендарні сторінки історії Білорусі та традиції далеких предків.

## Опис фестивалю
«Наш Грюнвальд» — своєрідний мультифестиваль, що охоплює три блоки: фестиваль клубів військової реконструкції, музичний фестиваль та середньовічного одягу. Протягом багатьох років «Наш Грюнвальд» став візитною карткою середньовічних фестивалів Білорусі. Кількість учасників фестивалю «Наш Грюнвальд» сягає 500, відвідувачів — близько 8000 осіб .
Часові межі для учасників клубів військово-історичної реконструкції: 1170–1520 роки. Фестиваль реконструює відповідні середньовічні епохи Західної Європи, Великого князівства Литовського, Королівства Польського та Прибалтики. Кожного учасника розглядає спеціальна організаційна комісія на відповідність історичній епосі. Перед початком фестивалю реконструкції необхідно надіслати комісії фотографії вбрання. Офіційна група фестивалю з цього питання публікує правила.

## Галерея

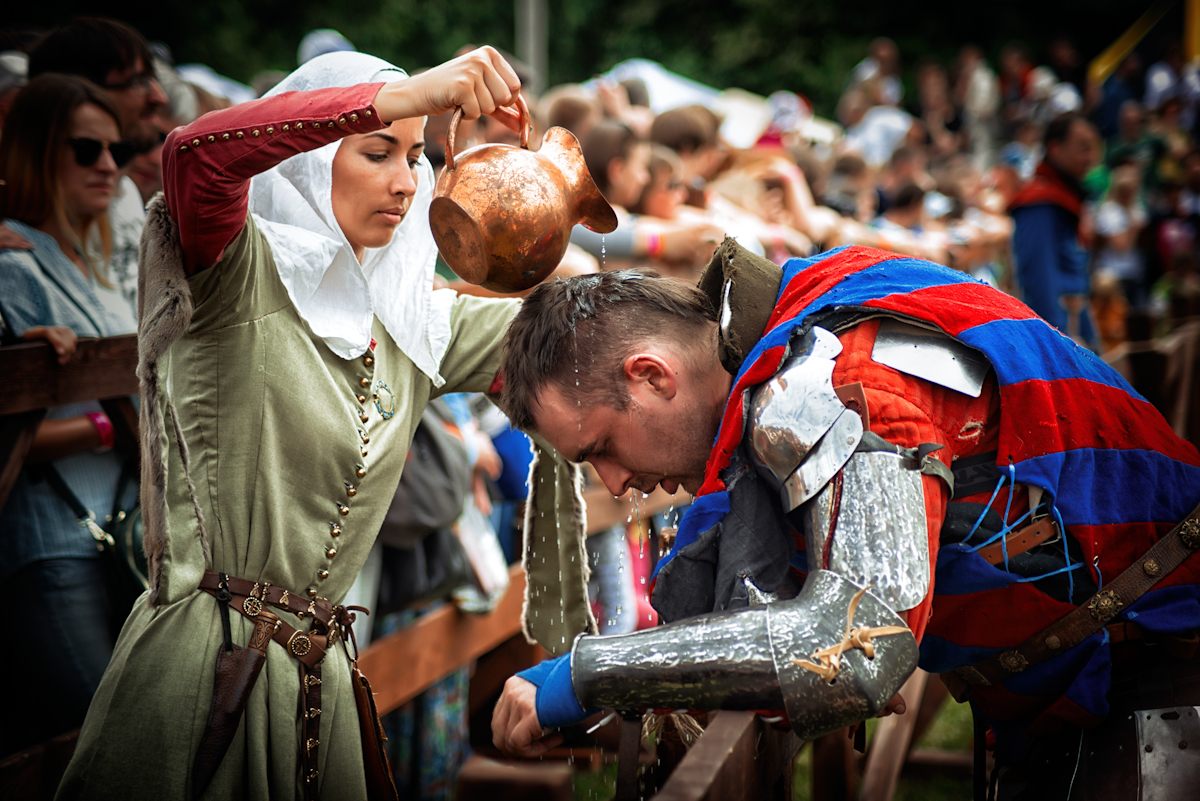
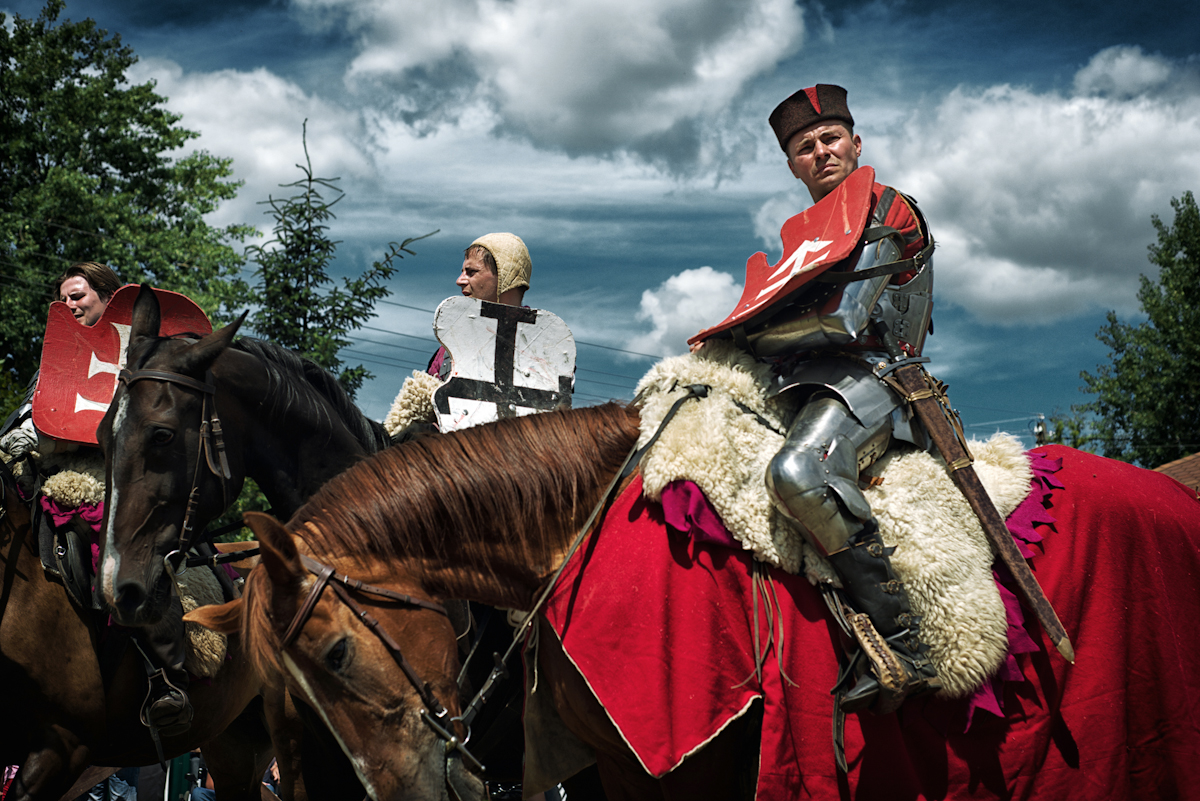
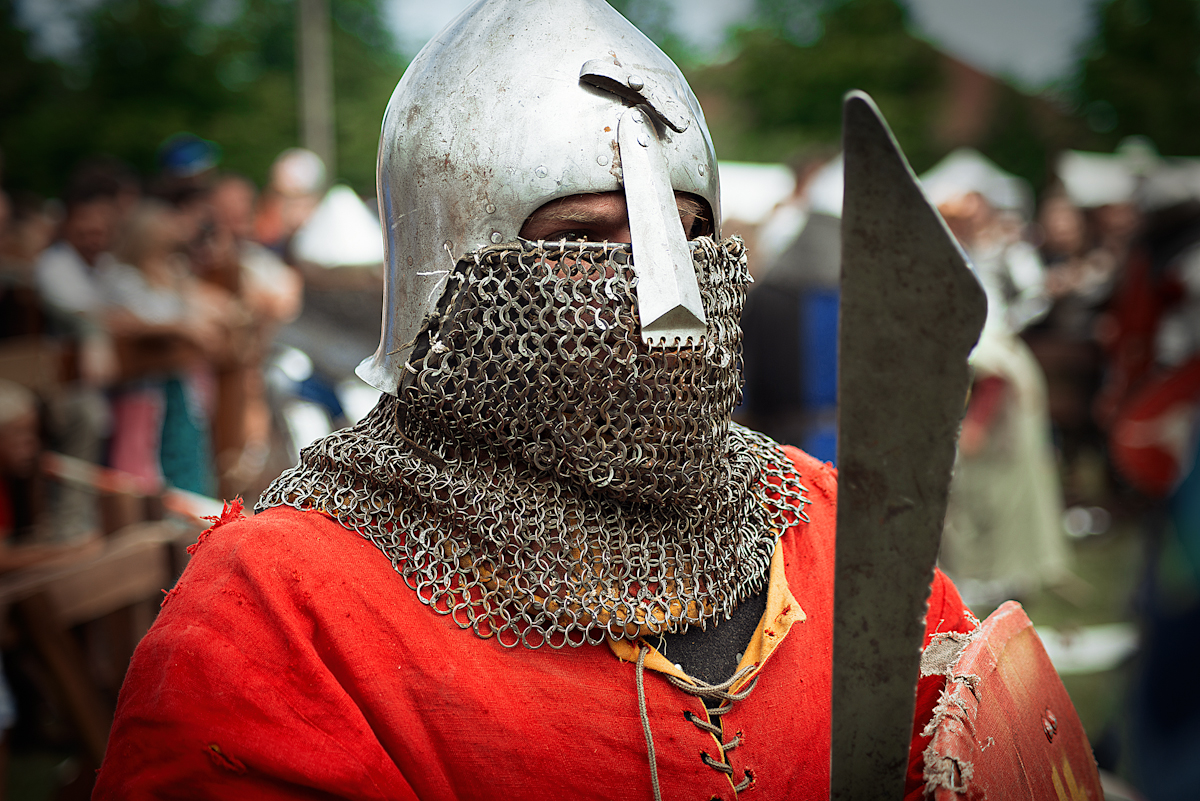
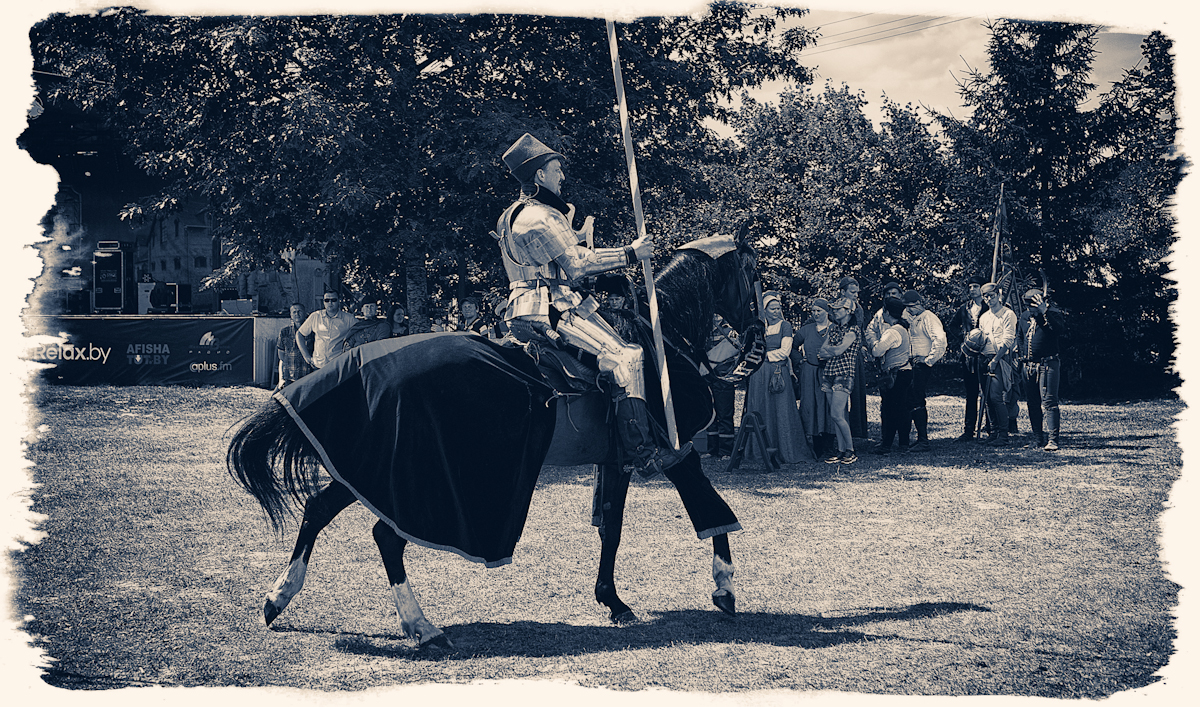
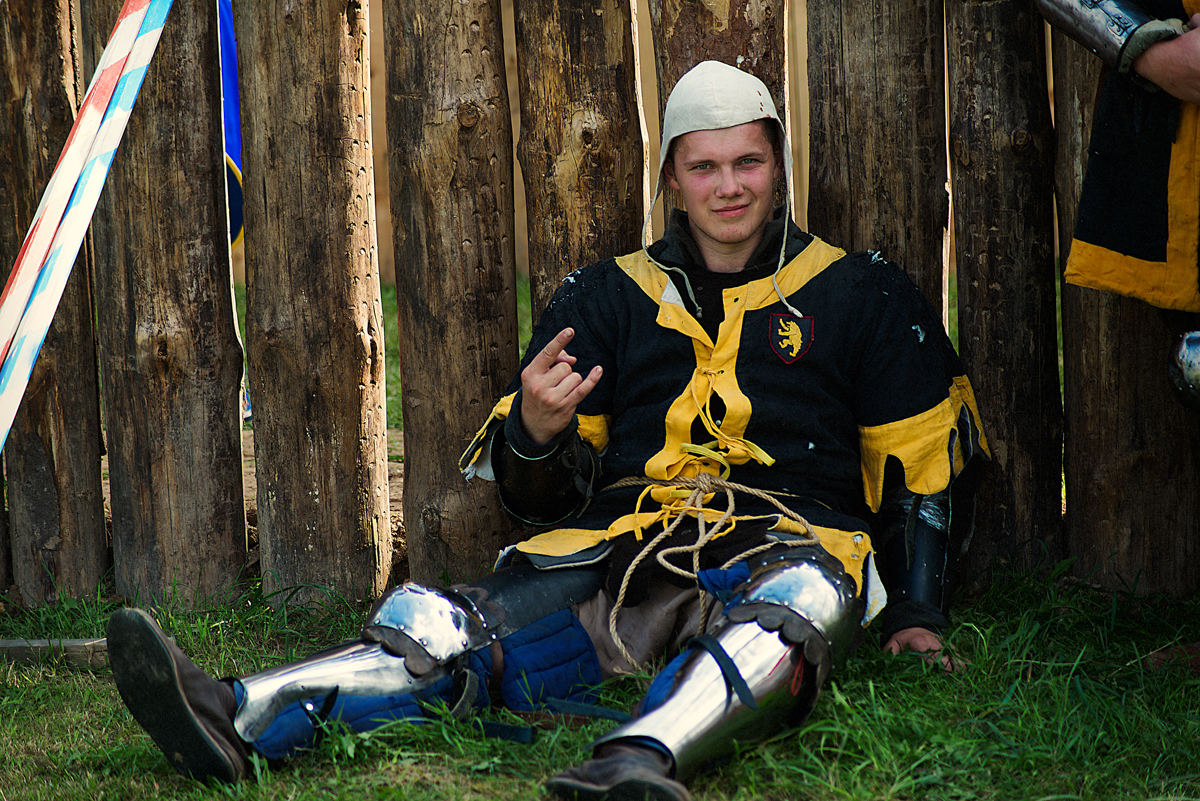